# Ryu Tong-song
Ryu Tong-song (27 gennaio 1979) è un ex calciatore nordcoreano, di ruolo portiere.